# Kenji Fujimori
Kenji Gerardo Fujimori Higuchi (Lima, 19 de mayo de 1980) es un ingeniero agrónomo y político peruano-japonés, hijo de Alberto Fujimori. En el 2011 postuló al congreso por Fuerza Popular y fue el congresista más votado del año 2011. Fue reelecto en 2016 y 20 de marzo de 2018 anunció la reinscripción del partido político Si Cumple. 
Tras el escándalo de los Mamanivideos, él y otros dos congresistas de su bloque fueron separados del Congreso de la República por los supuestos delitos de cohecho activo genérico propio y tráfico de influencias.
Fue sentenciado a cuatro años y seis meses de prisión suspendida, en 2024.

## Biografía
Nació en Lima el 19 de mayo de 1980. Es hijo de una familia cuyos antepasados japoneses llegaron al Perú a inicios del siglo XX. Su padre, Alberto Fujimori, fue un ingeniero agrónomo, exrector de la Universidad Nacional Agraria La Molina, y expresidente del Perú; mientras que su madre fue Susana Higuchi.
Estudió en el Colegio Sagrados Corazones Recoleta, luego de ello estudió agronomía en la Universidad Estatal de Kansas y obtuvo el título de Bachiller en Agronomía.
Tanto Kenji como sus tres hermanos (Keiko, Hiro y Sachi) se vieron envueltos en un escándalo mediático a fines del gobierno de su padre cuando el exasesor Vladimiro Montesinos declaró en el denominado Juicio del Siglo que el pago de los estudios en los Estados Unidos de los hijos del expresidente habían sido producto del desfalco de las arcas del estado peruano. Un peritaje posterior del Poder Judicial determinó que la financiación de los estudios, efectivamente, había sido producto de dinero no declarado del Estado.
Desde el 2008 maneja una empresa de seguridad y vigilancia. En marzo del 2009 fundó su propia empresa ofreciendo "servicios independientes". Además, mantiene cargos ejecutivos en otras tres empresas. Se vio envuelto en escándalos y acusaciones luego de que la policía antidrogas encontró 100 kilos de cocaína en un almacén de una empresa de su propiedad en el puerto del Callao en marzo del 2013.
Está en una alianza con su hermana, Keiko Fujimori.

## Carrera política
Al igual que sus padres y su hermana Keiko, también incursionó en la política, debutando en las elecciones regionales del 2006 cuando postuló sin éxito a la Presidencia Regional de Lima, por Sí Cumple. En el 2010, fue unos de los fundadores junto a su hermana de la coalición Fuerza 2011, y asumió desde el inicio como Secretario Nacional de Juventudes.
Para las elecciones generales de 2011 postuló al Congreso de la República por Lima, siendo electo congresista con la más alta votación para el período 2011-2016. En 2016, Fujimori alcanzó la reelección congresal para el periodo 2016-2021 y fue nuevamente el más votado, por lo cual asumió como miembro de la Mesa Directiva de la Junta Preparatoria y tomó juramento a los nuevos legisladores.
En diciembre del 2017, logra la libertad de su padre, Alberto Fujimori, en medio de una supuesta negociación con el presidente Kuczynski por evitar su vacancia de la presidencia de la república. Con este logro consiguió que el ala dura del fujimorismo (el albertismo) lo llame a ser el sucesor del partido y ante los continuos fracasos electorales de su hermana,  Keiko Fujimori, lideresa de Fuerza Popular quien ha decidido marcar una distancia con su hermano y su padre, al perder protagonismo dentro de su partido y con sus ex-seguidores.
El 2017, él y diez congresistas más del mismo partido se abstuvieron de votar a favor de la vacancia contra el presidente Pedro Pablo Kuczynski, decisión que Fuerza Popular había acordado votar a favor de manera unánime. Al no prosperar la vacancia por los diez votos de abstención, el partido fujimorista decidió iniciar un proceso disciplinario contra ellos a inicios del 2018, cuando el congresista Bienvenido Ramírez fue expulsado y en unas horas también Kenji Fujimori, los ocho congresistas restantes decidieron renunciar al partido, decisión que ya habían acordado antes si uno de ellos era retirado de Fuerza Popular.
El 20 de marzo de 2018, Moisés Mamani, congresista por la región Puno, mostró unos vídeos donde Kenji Fujimori, Bienvenido Ramírez y Guillermo Bocángel intentaban convencer a Mamani para que vote «en contra» del segundo pedido de vacancia presidencial contra Pedro Pablo Kuczynski a cambio de proyectos de obras para el departamento de Puno. Estos vídeos fueron nombrados como los «Kenjivideos» en analogía a los Vladivideos. El caso fue judicializado, y en noviembre de 2022 fue sentenciado a cuatro años de prisión por el delito de tráfico de influencias.

## Vida privada
Está casado desde el 30 de junio de 2020 con Ericka Muñoz Regis.